# 把子肉

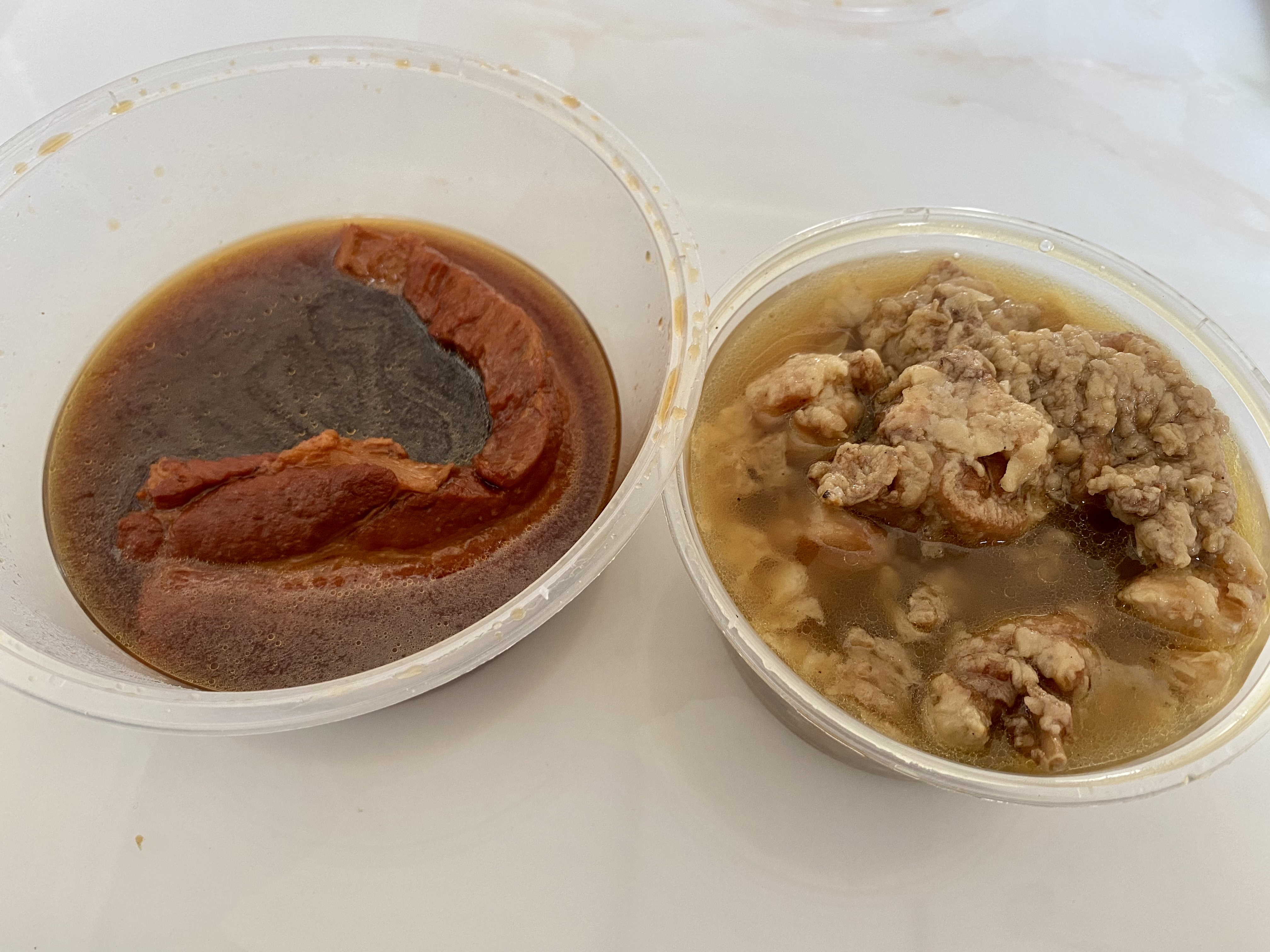
左が把子肉

把子肉（バーズーロ）とは中華人民共和国北部、特に山東省と江蘇省北部を中心によく食べられる肉料理である。豚のバラ肉の厚切りを醤油味で煮込んで、よくご飯と一緒に食べる日常料理。